# Feketesapkás szúnyogkapó
A feketesapkás szúnyogkapó (Polioptila nigriceps) a madarak osztályának a verébalakúak (Passeriformes) rendjéhez és a szúnyogkapófélék (Polioptilidae) családjához tartozó faj.

## Előfordulása
Az Amerikai Egyesült Államok délnyugati részén és Mexikó területén honos. A természetes élőhelye szubtrópusi és trópusi száraz erdők és bokrosok.

## Alfajai
- Polioptila nigriceps nigriceps
- Polioptila nigriceps restricta